# Stanislav Gawlik
Stanislav Gawlik, též Stanisław Gawlik (* 6. května 1941 Karviná), je český politik a menšinový aktivista polské národnosti, po sametové revoluci československý poslanec Sněmovny lidu Federálního shromáždění za hnutí Coexistentia, v 90. letech předseda tohoto hnutí v České republice.

## Biografie
V roce 1972 absolvoval vysokou zemědělskou školu v polské Vratislavi. V období let 1972–1976 působil jako zootechnik v Šunychlu a od roku 1976 v zemědělském družstvu v Jablunkově. V letech 1961–1967 byl členem KSČ. Od roku 1957 působil v Polském kulturně-osvětové svazu v Československu. Od roku 1972 byl členem Československé vědeckotechnické společnosti.
Po roce 1989 se angažoval politicky. V rámci polistopadové politické scény patřil mezi polskou menšinou v Československu k radikálnější skupině, která preferovala spolupráci s jinými národnostními minoritami a nevázala se politicky na Občanské fórum. Počátkem roku 1990 se podílel na vzniku hnutí Coexistentia, které spojilo část maďarské i polské politické scény v Československu. Na sněmu hnutí byl v březnu 1990 zvolen jedním z místopředsedů. Ve volbách roku 1992 byl za hnutí Coexistentia zvolen do Sněmovny lidu. Ač obyvatel české části federace, byl do parlamentu zvolen za Západoslovenský kraj. Ve Federálním shromáždění setrval do zániku Československa v prosinci 1992.
Po rozdělení federace byl na sjezdu v březnu 1993 zvolen předsedou hnutí Coexistentia v České republice. Před parlamentními volbami v roce 1996 inicioval dohodu mezi hnutím Coexistentia a politickým hnutím NEZÁVISLÍ o spolupráci Gawlik pak kandidoval za tuto alianci v Severomoravském kraji, ale nebyl zvolen. Před parlamentními volbami v roce 1998 pak vyzval menšinu k bojkotu hlasování z důvodu nezajištění tisku volebních materiálů v polštině. Jeho apel ale ostatní polské organizace odmítly. Do roku 2001 působil jako předseda hnutí Coexistentia v České republice. Pak ho ve funkci nahradil Vladislav Niedoba. Jeho odchod souvisel s aférou, při níž polská menšina ztratila vlastnictví hotelu Piast v Českém Těšíně.
V roce 2011 mu maďarský prezident Pál Schmitt udělil Řád rytířského kříže za aktivity na ochranu menšin v Česku i za spolupráci polských a maďarských menšin v regionu.